# سوفي بيكار
سوفي بيكار (بالفرنسية: Sophie Picard )‏ (و. – م) هي ممثلة، من فرنسا.

## التعليم
تعلمت في مدرسة فلوران ‏.

## روابط خارجية
- سوفي بيكار على موقع IMDb (الإنجليزية)
- سوفي بيكار على موقع قاعدة بيانات الفيلم (الإنجليزية)